# Ion Marin
Ion Marin (* 8. Juli 1960 in Bukarest) ist ein rumänisch-österreichischer Dirigent und Musikpädagoge.

## Ausbildung und Karriere
Ion Marin wurde als Sohn des Komponisten und Dirigenten Marin Constantin geboren. Er erhielt eine umfassende Ausbildung in den Bereichen Komposition, Klavier und Dirigieren an der Universität der Künste George Enescu und am Mozarteum, wo er sich auf das Dirigieren spezialisierte. 1986 übersiedelte er aus Protest gegen die rumänische Diktatur nach Wien. Marin begann seine professionelle Karriere in den 1980er Jahren und war zunächst stellvertretender Musikdirektor an der Wiener Staatsoper. Seine Karriere führte ihn zu Engagements an der Mailänder Scala, die Metropolitan Opera, die Pariser Oper und die Berliner Philharmonie.
Als Gastdirigent arbeitete er mit Orchestern wie den Berliner Philharmonikern, dem Concertgebouw Orchestra, dem London Symphony Orchestra und den Wiener Philharmonikern zusammen. Zu den Solisten, mit denen er regelmäßig auftritt, gehören Martha Argerich, Yo-Yo Ma, Frank Peter Zimmermann, Maxim Vengerov, Gidon Kremer, Hélène Grimaud, Placido Domingo, Angela Gheorghiu. Marin ist bekannt für seine präzise Technik, seinen dynamischen Stil. Er ist als Dozent an verschiedenen Musikinstitutionen tätig und gibt regelmäßig Meisterklassen.

## Auszeichnungen und Ehrungen
- 1988: Ehrenbürgerschaft Österreichs
- 2012: ECHO Klassik
- 2019: Orden Für Verdienst (Rumänien)[2]
- 2021: Ordre des Arts et des Lettres

## Soziales Engagement
Im Jahr 2011 gründete Marin in Rumänien das Cantus-Mundi-Projekt, eine Initiative zur sozialen Integration, die auf Chorgesang basiert und das Ziel verfolgt, alle Arten von Diskriminierung zu überwinden, indem sie Kinder aus ganz Rumänien zusammenbringt – reiche und arme, bewegungseingeschränkte, ethnische Minderheiten, blinde, autistische Kinder und Waisen. Im Jahr 2014 wurde Cantus Mundi durch einen Regierungsbeschluss zu einem Nationalen Programm und wird im ganzen Land umgesetzt. Es zielt darauf ab, in den nächsten drei Jahren 250.000 Kinder zu erreichen. Der ergänzende Teil des Projekts, Symphonia Mundi, der auf dem gemeinsamen Musizieren in Instrumentalgruppen basiert, wurde 2016 ins Leben gerufen.

## Privatleben
Marin lebt in Österreich und Rumänien und besitzt die rumänische und österreichische Staatsbürgerschaft. Er spricht fließend Rumänisch, Deutsch, Italienisch und Englisch.

## Diskografie
| Album                                                        | Orchester                       | Jahr |
| ------------------------------------------------------------ | ------------------------------- | ---- |
| Max Bruch, Violin Concertos – Guy Braunstein                 | Bamberger Symphoniker           | 2013 |
| Marta Argerich: Lugano Concerts                              | Marta Argerich: Lugano Concerts | 2012 |
| The Waldbühne Box                                            | Berliner Philharmoniker         | 2012 |
| Legacy, David Garrett                                        | Royal Philharmonic              | 2011 |
| Dvorak, Symphony no. 9                                       | Czech Philharmonic              | 2011 |
| An evening with Renee Fleming                                | Berliner Philharmoniker         | 2010 |
| Salut – Piotr Beczala                                        | Munich Radio Orchestra          | 2008 |
| Rossini, La Cenerentola Bartoli, Widmer, Osborn, Chausson    | Zurich Opera Orchestra          | 2007 |
| Bruckner, Symphony no.4                                      | BBC Scottish                    | 2004 |
| Live from Covent Garden – Angela Gheorghiu                   | Royal Opera Covent Garden       | 2002 |
| Mahler, Symphony no.4                                        | BBC Scottish                    | 2001 |
| Mysterium – Angela Gheorghiu                                 | London Philharmonic             | 2001 |
| Joaquin Rodrigo Panorama                                     | Philharmonia Orchestra          | 2000 |
| Barbara Hendricks – Mozart                                   | English Chamber Orchestra       | 1998 |
| Dmitri Dimitri Hvorostovsky                                  | Philharmonia Orchestra          | 1997 |
| Placido Domingo Duetsy                                       | London Symphony                 | 1994 |
| Bel Canto – Dimitri Hvorostovsky                             | Philharmonia Orchestra          | 1994 |
| Rossini, Semiramide Studer, Ramey, Lopardo, Larmore          | London Symphony                 | 1994 |
| Donizetti, Lucia di Lamermoor Studer, Domingo, Pons, Ramey   | London Symphony                 | 1993 |
| Rossini, Il Signor Bruschino Battle, Ramey, Lopardo, Larmore | English Chamber Orchestra       | 1993 |
| Khatchaturian Flute Concerto – Patrick Gallois               | Philharmonia Orchestra          | 1992 |
| Rossini Heroines – Cecilia Bartoli                           | Teatro La Fenice                | 1992 |
| Ave Maria – Cheryl Studer                                    | London Symphony                 | 1992 |
| Agnes Baltsa sings Rossini                                   | Wiener Symphoniker              | 1991 |
| Ferruccio Furlaneto sings Mozart                             | Wiener Symphoniker              | 1991 |